# Cixius nitidum
Cixius nitidum är en insektsart som beskrevs av Alexander Fyodorovich Emeljanov 1964. Cixius nitidum ingår i släktet Cixius och familjen kilstritar. Inga underarter finns listade i Catalogue of Life.